# Sufflösen
Sufflösen är en norsk/svensk film från 1999.

## Handling
Siv är sufflös på en opera. Hon gifter sig med operaintresserade Fred och flyttar in i hans hem som domineras av den f d hustrun. Barnen vill inte acceptera henne och en dag flyttar den f d hustrun in sedan hon hamnat i rullstol efter en olycka.

## Om filmen
Filmen är inspelad i Oslo, Göteborg och Trollhättan.
Den hade premiär i Norge den 5 mars 1999 och i Sverige den 14 april 2000. Filmen är tillåten från 7 år och har även visats på SVT1.

## Rollista (urval)
- Hege Schøyen - Siv
- Sven Nordin - Fred
- Philip Zandén - tubaisten
- Sigrid Huun - Helen
- Jane Friedmann - tubaistens mor

## Utmärkelser
- 1999 - Shanghai International Film Festival - Silver Goblet - Bästa film, Hilde Heier
- 2000 - Ft. Lauderdale International Film Festival - Juryns pris - Bästa skådespelerska, Hege Schøyen
- 2000 - Rouen Nordic Film Festival - Bästa skådespelerska, Hege Schøyen
- 2000 - Wine Country Film Festival - Bästa skådespelerska, Hege Schøyen